# Inia geoffrensis geoffrensis
El delfín rosado del Amazonas (Inia geoffrensis geoffrensis) es una subespecie de delfín rosado (Inia geoffrensis) que habita en la cuenca del río Amazonas, incluyendo los ríos Tocantins, Araguaia, el bajo Xingú y Tapajós, el Madeira hasta los rápidos de Porto Velho, y los ríos Purús, Yuruá, Ica, Caquetá, Branco; y el río Negro a través del canal del Casiquiare hasta San Fernando de Atabapo en aguas de Orinoco, incluyendo su afluente el Guaviare.